# Un giorno... di prima mattina
Un giorno... di prima mattina (Star!) è un film diretto dal regista Robert Wise con protagonista Julie Andrews.

## Trama
È la biografia filmata della diva del teatro inglese ed americano Gertrude Lawrence. Nata in povertà a Londra, Lawrence arriverà, dopo anni di gavetta, a conquistare le platee di due continenti e i cuori di diversi uomini.

## Riconoscimenti
- Golden Globe 1969
  - Miglior attore non protagonista (Daniel Massey)